# LDz Cargo
Die SIA LDz Cargo ist ein Eisenbahnverkehrsunternehmen in Lettland. LTG Cargo ist ein Tochterunternehmen der LDz. Die 1156 Mitarbeiter bei LDz Cargo erwirtschafteten 2022 einen jährlichen Umsatz von 148 Millionen Euro im Schienenverkehr. 
Im Jahr 2022 transportierte LDz Cargo knapp 20 Millionen Tonnen Fracht. Fast zwei Drittel der transportierten Fracht sind Importe. Davon sind die Hälfte Transporte aus Russland und ein Viertel aus Kasachstan.

## Geschichte
LDz Cargo wurde im Juli 2007 gegründet. 2009 übernahm LDz Cargo den internationalen Schienenpersonenfernverkehr von LDz auf den Strecken von Riga nach Moskau und nach Sankt Petersburg.
2023 wurde bekannt gegeben, die Aktivitäten auf Estland auszuweiten. Um Sprachprobleme zu vermeiden, wurde mit Go Rail die Überlassung von Triebfahrzeugführern vereinbart.